# Jozef Gálik
Jozef Gálik (* 17. ledna 1955) je bývalý slovenský fotbalový brankář. Po skončení aktivní kariéry působil jako fotbalový funkcionář.

## Fotbalová kariéra
V československé lize hrál za Tatran Prešov. Nastoupil v 1 ligovém utkání. Ve druhé nejvyšší soutěži hrál za ZVL Považská Bystrica a ZZO Čadca.

## Ligová bilance
| Ročník                                      | Zápasy | Góly | Minuty | Nuly | Klub                  |
| ------------------------------------------- | ------ | ---- | ------ | ---- | --------------------- |
| 1. československá fotbalová liga 1977/78    | 1      | 0    | 90     | 0    | Tatran Prešov         |
| 1. slovenská národní fotbalová liga 1984/85 | 28     | 0    | –      | –    | ZVL Považská Bystrica |
| 1. slovenská národní fotbalová liga 1985/86 | 17     | 0    | –      | –    | ZVL Považská Bystrica |
| 1. slovenská národní fotbalová liga 1986/87 | 12     | 0    | –      | –    | ZZO Čadca             |
| 1. slovenská národní fotbalová liga 1987/88 | 29     | 0    | –      | –    | ZZO Čadca             |
| 1. slovenská národní fotbalová liga 1988/89 | 16     | 0    | –      | –    | ZZO Čadca             |
| CELKEM 1. liga                              | 1      | 0    | 90     | 0    |                       |